# Fluorid dusný
Fluorid dusný nebo fluoroimidogen je anorganická sloučenina s chemickým vzorcem NF, která patří mezi fluoridy dusíku. Je to metastabilní sloučenina, která byla pozorována při studiích laserem. Je izoelektronická s molekulou kyslíku. Stejně jako u fluoridu borného, je fluor ve fluoridu dusném vícenásobně vázán. Je to nestabilní sloučenina, ze které vzniká difluordiazen a nebo jednotlivé prvky.
Fluorid dusný vzniká když radikál (H, O, N, CH3) odebere atom fluoru z fluoridu dusnatého. Stechiometricky je reakce velmi účinná, regeneruje radikál pro dlouhotrvající řetězec reakcí. Radikálové nečistoty v konečném produktu katalyzují také rozklad produktu. Rozkladem azidů lze připravit s menší účinností, ale čistší fluorid dusný: Fluorazid (který lze připravit in situ, reakcí fluoru s kyselinou azidovodíkovou) se rozkládá po šoku na fluorid dusný a dusík.
Mnoho reakcí produkujících fluorid dusný poskytuje produkt v excitovaném stavu s charakteristickou chemiluminiscencí. Fluorid dusný byl tedy zkoumán pro vývoj chemického laseru.